# Mappalico e compagni
Mappalico e compagni sono un gruppo di martiri africani del III secolo, venerati come santi dalla Chiesa cattolica

## Agiografia e culto
Il martirio di questi santi, avvenuto all'epoca dell'imperatore Decio, è noto grazie all'epistolario di san Cipriano, loro contemporaneo. Mappalico morì durante il duro interrogatorio al quale fu sottoposto. La madre e la sorella, sottoposte allo stesso supplizio, rinnegarono la propria fede; per loro Mappalico implorò che fossero lasciate in pace. A Mappalico è associato il martirio di altri 16 cristiani.
Il culto di questo gruppo di santi è antichissimo, già presente nel Calendario di Cartagine al 19 aprile e nel Martirologio geronimiano nei due giorni precedenti. Cesare Baronio inserì la loro memoria nel Martirologio Romano al 17 aprile. Con la riforma del martirologio dopo il Concilio Vaticano II, la loro festa è stata spostata al 19 aprile:
(Martirologio Romano. Riformato a norma dei decreti del Concilio ecumenico Vaticano II e promulgato da papa Giovanni Paolo II, Città del Vaticano, 2004, p. 338)